# 連続自殺事件
『連続自殺事件』（れんぞくじさつじけん、The Case of the Constant Suicides）は、ジョン・ディクスン・カーの長編推理小説。名探偵のフェル博士が登場する13番目の長編である。

## 主な登場人物
- アラン・キャンベル - 歴史学者。本作の主人公で35歳のユニバシティ大学の教授。
- キャサリン・キャンベル - 女流歴史学者。ハペンデン女子大の教授。アランのいとこだが面識がなかった。
- チャールズ・スワン - カナダ人記者。マクフォルスターやマックイーンのスコットランド系の末裔と主張している。
- ジョック・フレミング - おしゃべりなハイヤー運転手。一行を城に連れる道すがら、駄洒落や間抜けな発言を連発する。
- アンガス・キャンベル - 城主の富豪。最上階の部屋から謎の転落死をとげた。アランたちのいとこ伯父。
- コリン・キャンベル - 流行らない開業医で独身。アンガスの弟。
- ユルスパット・キャンベル - アンガスの内縁の妻。毒舌家。
- ロバート（ロビー）・キャンベル - アンガスとコリンの弟。海外におり妻子もいるらしいと消息が語られる。
- イアン・キャンベル - キャンベル一族の先祖。1692年に塔から投身自殺したと伝わる。
- アレクサンダー（アレック）・フォーブズ - 発明家。アンガスと共同経営で製氷工場を持つ。釣りが趣味。
- ウォルター・チャップマン - 生命保険会社の調査員。
- アリステア・ダンカン - キャンベル家の弁護士。
- カスティ・マクダビシュ - キャンベル家のメイド。
- ギデオン・フェル博士 - 名探偵。

## 内容
第二次大戦が始まった時期の英国。歴史学者のアランは、遠縁の富豪が亡くなったスコットランドの古城へ呼ばれる。城主であった富豪は、塔の最上階である五階の窓から転落死しており、部屋は内側から鍵とかんぬきで閉ざされていた。また自殺を疑って、同じ部屋に泊まった関係者が続けて転落する。さらに、行方不明になっていた富豪の共同経営者も別の場所で自殺している密室が見つかる。生前の富豪は高額の生命保険に加入していたが、自殺だと保険金は遺族に払われない。

## 提示される謎
- 連続自殺（密室からの転落死）

## 特記事項
- フェル博士が犯人をわざと見逃す（逮捕も死亡もしない）カー長編では稀有な作品。
- カーの短編「ダイヤモンドのペンタクル」（マーチ大佐もの、1939年）は同じ不可能犯罪の手口を扱っている[1]。

## 日本語訳書
- 『連続殺人事件』 井上一夫訳、創元推理文庫、1961年 ISBN 978-4-488-11810-5
- 『連続自殺事件』 三角和代訳、創元推理文庫（新訳版）、2022年 ISBN 4-488-11849-6